# Киреевское Первое
Киреевское Первое — деревня в Козельском районе Калужской области. Административный центр сельского поселения «Деревня Киреевское-Первое».

## География
Деревня находится на расстоянии примерно 19 км к юго-востоку от города Козельск, административного центра района.

### Часовой пояс
Деревня Киреевское Первое, как и вся Калужская область, находится в часовой зоне МСК (московское время). Смещение применяемого времени относительно UTC составляет +3:00.

## Население
| 2002 | 2010 |
| ---- | ---- |
| 83   | ↘62  |

## Улицы
В деревне имеется одна улица — Придорожная.